# Grand Prix Stanów Zjednoczonych – Zachód 1976
Grand Prix Stanów Zjednoczonych – Zachód 1976 – trzecia runda Mistrzostw Świata Formuły 1 w sezonie 1976, która odbyła się 28 marca 1976, po raz pierwszy na torze Long Beach Street Circuit.
Było to pierwsze Grand Prix Stanów Zjednoczonych – Zachód zaliczane do Mistrzostw Świata Formuły 1.

## Wyniki

### Wyścig
| Poz. | Nr | Kierowca           | Zespół             | Okr. | Czas/NU             | Poz. s. | Punkty |
| ---- | -- | ------------------ | ------------------ | ---- | ------------------- | ------- | ------ |
| 1    | 2  | Clay Regazzoni     | Ferrari            | 80   | 1:53:18.471         | 1       | 9      |
| 2    | 1  | Niki Lauda         | Ferrari            | 80   | + 42.414 s          | 4       | 6      |
| 3    | 4  | Patrick Depailler  | Tyrrell-Ford       | 80   | + 49.972 s          | 2       | 4      |
| 4    | 26 | Jacques Laffite    | Ligier-Matra       | 80   | + 1:12.828          | 12      | 3      |
| 5    | 12 | Jochen Mass        | McLaren-Ford       | 80   | + 1:22.292          | 14      | 2      |
| 6    | 30 | Emerson Fittipaldi | Fittipaldi-Ford    | 79   | + 1 okr.            | 16      | 1      |
| 7    | 17 | Jean-Pierre Jarier | Shadow-Ford        | 79   | + 1 okr.            | 7       |        |
| 8    | 22 | Chris Amon         | Ensign-Ford        | 78   | + 2 okr.            | 17      |        |
| 9    | 8  | Carlos Pace        | Brabham-Alfa Romeo | 77   | + 3 okr.            | 13      |        |
| 10   | 10 | Ronnie Peterson    | March-Ford         | 77   | + 3 okr.            | 6       |        |
| NK   | 19 | Alan Jones         | Surtees-Ford       | 70   |                     | 19      |        |
| NK   | 28 | John Watson        | Penske-Ford        | 69   |                     | 9       |        |
| NU   | 3  | Jody Scheckter     | Tyrrell-Ford       | 34   | Zawieszenie         | 11      |        |
| NU   | 16 | Tom Pryce          | Shadow-Ford        | 32   | Usterka mechaniczna | 5       |        |
| NU   | 27 | Mario Andretti     | Parnelli-Ford      | 15   | Wyciek wody         | 15      |        |
| NU   | 11 | James Hunt         | McLaren-Ford       | 3    | Wypadek             | 3       |        |
| NU   | 34 | Hans Joachim Stuck | March-Ford         | 2    | Wypadek             | 18      |        |
| NU   | 9  | Vittorio Brambilla | March-Ford         | 0    | Wypadek             | 20      |        |
| NU   | 7  | Carlos Reutemann   | Brabham-Alfa Romeo | 0    | Wypadek             | 10      |        |
| NU   | 6  | Gunnar Nilsson     | Lotus-Ford         | 0    | Zawieszenie         | 8       |        |
| NZ   | 21 | Michel Leclère     | Wolf-Williams-Ford |      |                     | 0       |        |
| NZ   | 31 | Ingo Hoffmann      | Fittipaldi-Ford    |      |                     | 0       |        |
| NZ   | 35 | Arturo Merzario    | March-Ford         |      |                     | 0       |        |
| NZ   | 5  | Bob Evans          | Lotus-Ford         |      |                     | 0       |        |
| NZ   | 20 | Jacky Ickx         | Wolf-Williams-Ford |      |                     | 0       |        |
| NZ   | 24 | Harald Ertl        | Hesketh-Ford       |      |                     | 0       |        |
| NZ   | 18 | Brett Lunger       | Surtees-Ford       |      |                     | 0       |        |

- NK – nieklasyfikowany
- NU – nie ukończył
- NZ – nie zakwalifikował się do wyścigu

## Klasyfikacja po wyścigu

### Kierowcy
| Poz. | Kierowca           | Punkty |
| ---- | ------------------ | ------ |
| 1    | Niki Lauda         | 24     |
| 2    | Patrick Depailler  | 10     |
| 3    | Clay Regazzoni     | 9      |
| 4    | Jochen Mass        | 7      |
| 5    | James Hunt         | 6      |
| 6    | Jody Scheckter     | 5      |
| 7    | Tom Pryce          | 4      |
| 8    | Hans-Joachim Stuck | 3      |
| =    | Jacques Laffite    | 3      |
| 9    | John Watson        | 2      |
| 10   | Emerson Fittipaldi | 1      |
| =    | Mario Andretti     | 1      |

### Zespoły
| Poz. | Zespół          | Punkty |
| ---- | --------------- | ------ |
| 1    | Ferrari         | 27     |
| 2    | Tyrrell-Ford    | 13     |
| 3    | McLaren-Ford    | 9      |
| 4    | Shadow-Ford     | 4      |
| 5    | March-Ford      | 3      |
| =    | Ligier-Matra    | 3      |
| 6    | Penske-Ford     | 2      |
| 7    | Fittipaldi-Ford | 1      |
| =    | Parnelli-Ford   | 1      |